# Pompônio Basso (tribuno militar)
[Pompônio] Basso (em latim: Pomponius Bassus) foi oficial do século III, ativo no reinado do imperador Caracala (r. 211–217). Nada se sabe sobre ele, exceto que exerceu a função de tribuno militar na Mésia Inferior ou Superior durante o governo de Pompônio Basso, que possivelmente foi seu pai. Caso essa hipótese esteja certa, então também era filho de Ânia Faustina.